# SIC K
SIC K (SIC Kapa, pronunciat en fonètica portuguesa), és un canal de televisió portuguès de caràcter privat i propietat de SIC. El seu contingut està destinat exclusivament al públic infantil, podent-lo classificar, així doncs, com a canal temàtic. La cadena va néixer el dia 24 de juliol del 2009 però només va començar a emetre’s a tot Portugal el 18 de desembre del 2009. El seu equivalent seria el Canal Súper 3 de Televisió de Catalunya. El contingut ofereix programació exclusivament infantil, o sigui, dibuixos animats nacionals i internacionals en portuguès.
L'obertura de SIC K ha suposat el naixement del primer canal de televisió per a nens de menys de 7 anys a Portugal. El seu objectiu és poder oferir programació per al jovent de la casa que fomenti la intel·ligència, l'esperit crític i aporti al mateix temps el màxim de diversió possible. Per tant, SIC K acompanya el seu públic ajudant-lo a sobrepassar els canvis de personalitat derivats de l'edat.